# Bahnstrecke Pittsfield–North Adams
| Streckenlänge: | 29,74 km                                                                                  |                                                     |                                                     |
| Spurweite: | 1435 mm (Normalspur)                                                                      |                                                     |                                                     |
| Zweigleisigkeit: | –                                                                                         |                                                     |                                                     |
| |                                                                                           |                                                     |                                                     |
| Gesellschaft: | Pittsfield–City limit: HRRC City limit–Renfrew St: zuletzt ST Renfrew St–North Adams: PAS |                                                     |                                                     |
| \| \| \| von Albany \| \| \| \| 0,00 \| Pittsfield Yard (Güterbf., früher North Adams Jct.) \| Pittsfield Yard (Güterbf., früher North Adams Jct.) \| \| \| \| Straßenbahn der BSRY (Junction Road) \| \| \| \| \| nach Worcester \| \| \| \| \| Straßenbahn der BSRY (Merrill Road) \| \| \| \| \| Straßenbahn der BSRY (Dalton Avenue) \| \| \| \| 1,69 \| Coltsville MA \| Coltsville MA \| \| \| ca. 4 \| Pittsfield city limit \| Pittsfield city limit \| \| \| \| Straßenbahn der BSRY (Old State Rd) \| \| \| \| 6,47 \| Berkshire MA \| Berkshire MA \| \| \| \| Straßenbahn der BSRY (Old State Rd) \| \| \| \| 9,91 \| Farnams Road \| Farnams Road \| \| \| \| Straßenbahn der BSRY (South State Rd) \| \| \| \| 13,18 \| Cheshire MA \| Cheshire MA \| \| \| \| Hoosic River \| \| \| \| 17,33 \| Cheshire Harbor MA \| Cheshire Harbor MA \| \| \| \| Straßenbahn der BSRY (Grove Street) \| \| \| \| \| Hoosic River \| \| \| \| 19,31 \| Maple Grove MA \| Maple Grove MA \| \| \| \| Straßenbahn der BSRY (Park Street) \| \| \| \| 21,03 \| Adams MA \| Adams MA \| \| \| 22,82 \| Renfrew Street \| Renfrew Street \| \| \| 24,56 \| Zylonite MA \| Zylonite MA \| \| \| \| von Greenfield \| \| \| \| \| \| \| \| \| 29,74 \| North Adams MA \| North Adams MA \| \| \| \| nach Troy \| \| |                                                                                           |                                                     |                                                     |
| Strecke |                                                                                           | von Albany                                          | von Albany                                          |
| Dienststation / Betriebs- oder Güterbahnhof | 0,00                                                                                      | Pittsfield Yard (Güterbf., früher North Adams Jct.) | Pittsfield Yard (Güterbf., früher North Adams Jct.) |
| Kreuzung geradeaus unten (Querstrecke außer Betrieb) |                                                                                           | Straßenbahn der BSRY (Junction Road)                | Straßenbahn der BSRY (Junction Road)                |
| Abzweig geradeaus und nach rechts |                                                                                           | nach Worcester                                      | nach Worcester                                      |
| Kreuzung geradeaus unten (Querstrecke außer Betrieb) |                                                                                           | Straßenbahn der BSRY (Merrill Road)                 | Straßenbahn der BSRY (Merrill Road)                 |
| Kreuzung geradeaus unten (Querstrecke außer Betrieb) |                                                                                           | Straßenbahn der BSRY (Dalton Avenue)                | Straßenbahn der BSRY (Dalton Avenue)                |
| Dienststation / Betriebs- oder Güterbahnhof | 1,69                                                                                      | Coltsville MA                                       | Coltsville MA                                       |
| Betriebs-/Güterbahnhof Strecke ab hier außer Betrieb | ca. 4                                                                                     | Pittsfield city limit                               | Pittsfield city limit                               |
| Kreuzung geradeaus unten (Strecken außer Betrieb) |                                                                                           | Straßenbahn der BSRY (Old State Rd)                 | Straßenbahn der BSRY (Old State Rd)                 |
| Bahnhof (Strecke außer Betrieb) | 6,47                                                                                      | Berkshire MA                                        | Berkshire MA                                        |
| Kreuzung (Strecken außer Betrieb) |                                                                                           | Straßenbahn der BSRY (Old State Rd)                 | Straßenbahn der BSRY (Old State Rd)                 |
| Haltepunkt / Haltestelle (Strecke außer Betrieb) | 9,91                                                                                      | Farnams Road                                        | Farnams Road                                        |
| Kreuzung (Strecken außer Betrieb) |                                                                                           | Straßenbahn der BSRY (South State Rd)               | Straßenbahn der BSRY (South State Rd)               |
| Bahnhof (Strecke außer Betrieb) | 13,18                                                                                     | Cheshire MA                                         | Cheshire MA                                         |
| Brücke über Wasserlauf (Strecke außer Betrieb) |                                                                                           | Hoosic River                                        | Hoosic River                                        |
| Haltepunkt / Haltestelle (Strecke außer Betrieb) | 17,33                                                                                     | Cheshire Harbor MA                                  | Cheshire Harbor MA                                  |
| Kreuzung (Strecken außer Betrieb) |                                                                                           | Straßenbahn der BSRY (Grove Street)                 | Straßenbahn der BSRY (Grove Street)                 |
| Brücke über Wasserlauf (Strecke außer Betrieb) |                                                                                           | Hoosic River                                        | Hoosic River                                        |
| Haltepunkt / Haltestelle (Strecke außer Betrieb) | 19,31                                                                                     | Maple Grove MA                                      | Maple Grove MA                                      |
| Kreuzung (Strecken außer Betrieb) |                                                                                           | Straßenbahn der BSRY (Park Street)                  | Straßenbahn der BSRY (Park Street)                  |
| Bahnhof (Strecke außer Betrieb) | 21,03                                                                                     | Adams MA                                            | Adams MA                                            |
| Betriebs-/Güterbahnhof Strecke bis hier außer Betrieb | 22,82                                                                                     | Renfrew Street                                      | Renfrew Street                                      |
| Dienststation / Betriebs- oder Güterbahnhof | 24,56                                                                                     | Zylonite MA                                         | Zylonite MA                                         |
| Strecke quer · Kreuzung geradeaus unten · Strecke von rechts |                                                                                           | von Greenfield                                      | von Greenfield                                      |
| Abzweig geradeaus und von links · Strecke nach rechts |                                                                                           |                                                     |                                                     |
| Dienststation / Betriebs- oder Güterbahnhof | 29,74                                                                                     | North Adams MA                                      | North Adams MA                                      |
| Strecke |                                                                                           | nach Troy                                           | nach Troy                                           |

Die Bahnstrecke Pittsfield–North Adams ist eine Eisenbahnstrecke in Massachusetts (Vereinigte Staaten). Sie ist rund 30 Kilometer lang und verbindet die Städte Pittsfield, Lanesborough, Cheshire, Adams und North Adams. Die normalspurige Strecke ist größtenteils stillgelegt. Im Stadtgebiet von Pittsfield wird ein kurzer Abschnitt als Anschlussgleis durch die Housatonic Railroad betrieben, im Stadtgebiet von North Adams betreibt die Pan Am Southern weiterhin Güterverkehr.

## Geschichte
Am 3. März 1842 gründeten ortsansässige Unternehmer die Pittsfield and North Adams Railroad Company mit der Absicht, die Strecke der Housatonic Railroad, die von Süden her Pittsfield erreichte, nach Norden bis North Adams und später weiter nach Rutland in Vermont zu verlängern. Die Bahngesellschaft wurde am 18. März 1845 formal aufgestellt. Die Bahnstrecke wurde zunächst bis North Adams durch die Western Railroad gebaut und mit Eröffnung am 1. Dezember 1846 durch diese gepachtet und als Zweigstrecke ihrer durch Pittsfield führenden Hauptstrecke betrieben. 1867 übernahm die Boston and Albany Railroad die Western und damit auch die Strecke nach North Adams. Eine Verlängerung nach Rutland wurde als unrentabel angesehen und nicht gebaut.
Hauptbeförderungsgut war neben Fahrgästen Kalk, der hauptsächlich in Adams, Renfrew Street und Zylonite verladen wurde. Die Fahrgäste blieben weitgehend weg, nachdem die Berkshire Street Railway eine Überlandstraßenbahn eröffnet hatte, die auf ganzer Länge parallel und zumeist in Sichtweite der Eisenbahnstrecke verlief. Durch die Stilllegung der Straßenbahn bereits in den 1930er Jahren konnte sich jedoch der Personenverkehr auf der Eisenbahn noch bis 1953 halten.
1968 übernahm die Penn Central die Bahnstrecke und beantragte 1973, den Abschnitt Zylonite–North Adams stillzulegen, um den Kalk nur noch nach Süden auf ihre eigene Hauptstrecke abfahren zu müssen und nicht nach North Adams, wo eine Hauptstrecke der Boston and Maine Railroad anschloss. Der Antrag wurde abgelehnt und 1976 übernahm Conrail die gesamte Strecke. Diese verkaufte die Strecke von der Stadtgrenze Pittsfields bis North Adams 1981 an die Boston&Maine. Die Boston&Maine wurde 1983 ihrerseits von der Guilford Transportation übernommen, die seit 2006 unter dem Namen Pan Am Railways firmiert und 2009 einen Teil ihres Netzes, darunter die Strecken in North Adams, als Pan Am Southern ausgliederte. Inzwischen war 1988 der Verkehr zwischen der Stadtgrenze von Pittsfield und Adams eingestellt und zwei Jahre später dieser Abschnitt stillgelegt worden. 1993 kaufte Massachusetts diesen Abschnitt und baute ihn in den folgenden beiden Jahren in einen Rad- und Wanderweg um. Anfang 1994 wurde auch der Güterverkehr auf dem Abschnitt von Adams bis Renfrew Street eingestellt und die Strecke noch im gleichen Jahr stillgelegt.
Der Abschnitt im Stadtgebiet von Pittsfield wurde durch Conrail bis zu deren Auflösung 1998 betrieben, danach übernahm die Housatonic Railroad diesen Streckenabschnitt und betreibt seither den Güterverkehr auf ihm. Zwischen Coltsville und der Stadtgrenze wird kein Verkehr mehr durchgeführt, offiziell stillgelegt ist der Abschnitt jedoch nicht. Das Berkshire Scenic Railway Museum in Lenox beabsichtigt, 2014 Ausflugszüge zwischen Adams und North Adams zu betreiben.

## Streckenbeschreibung
Die Strecke zweigt am Güterbahnhof von Pittsfield aus der Hauptstrecke Worcester–Albany ab und führt nach Norden. Der noch heute genutzte Personenbahnhof Pittsfield befindet sich 3,5 Kilometer weiter westlich im Stadtzentrum. Die Bahnstrecke führt durch den Stadtteil Coltsville, wo sich mehrere Güteranschlüsse befinden. Kurz vor der Stadtgrenze enden die Gleise stumpf, ohne dass eine Ladestelle vorhanden ist. Hier befindet sich das Bezirksgefängnis, zu dem jedoch kein Gleisanschluss besteht. Direkt an der Stadtgrenze beginnt der Ashuwillticook Rail Trail, ein Rad- und Wanderweg, der nach der Stilllegung der Eisenbahn auf der Trasse angelegt wurde.
Die Bahntrasse verläuft weiter parallel zur State Road durch den Ort Berkshire, einem Stadtteil von Lanesborough. Kurz darauf ist das Cheshire Reservoir erreicht, an dessen östlichem Ufer die Bahnstrecke weiter nach Cheshire führt. Bis North Adams verläuft die Strecke nun entlang des hier entspringenden Hoosic River, den sie nahe der früheren Bahnstation Cheshire Harbor und erneut in Adams überquert. Im Stadtzentrum von Adams endet der Radweg und an der Renfrew Street liegen nun wieder Gleise auf der Bahntrasse, die im Güterverkehr weiterhin befahren werden. Um den Güterbahnhof Renfrew Street und auch am weiter nördlich gelegenen Bahnhof Zylonite wird in größerem Umfang Kalkstein abgebaut, der mit der Eisenbahn abtransportiert wird. In North Adams mündet die Strecke in die Bahnstrecke Greenfield–Troy ein.

## Personenverkehr
1868 verkehrten auf der Strecke täglich vier Zugpaare. Bis 1893 wuchs die Zahl der Züge auf fünf an, die jedoch nur noch werktags fuhren. Um die Jahrhundertwende wurde der Sonntagsverkehr mit drei Zugpaaren wieder eingeführt. Um der Konkurrenz durch die Straßenbahn zu begegnen, führte die Bahngesellschaft Kurswagen von North Adams nach New York ein, die in Pittsfield an Züge der Hauptstrecke gekuppelt wurden. Außerdem wurde bis 1910 ein sechstes Zugpaar an Werktagen ergänzt. Nach dem Ende des Ersten Weltkrieges schrumpfte das Zugangebot merklich. Werktags fuhren 1920 noch vier, sonntags ein Zugpaar, jedoch wurden die Kurswagen nach New York beibehalten. In den 1920er Jahren kam noch ein Wochenendzugpaar für Kurzurlauber hinzu, das samstags von New York nach North Adams und sonntags in der Gegenrichtung fuhr. Der touristische Verkehr überwog schon bald und bis 1945 wurden zwei der vier werktäglichen Zugpaare gestrichen. 1953 endete der Reisezugverkehr auf der Bahnstrecke.